# Giovanni VII di Oldenburg
Giovanni VII di Oldenburg e Delmenhorst (Oldenburg, 9 settembre 1540 – Oldenburg, 12 novembre 1603) fu un membro del casato degli Oldenburg ed il regnante conte di Oldenburg dal 1573 fino alla sua morte. I suoi genitori erano il conte Antonio I di Oldenburg e Sofia di Sassonia-Lauenburg.

## Biografia
Nel 1573, Giovanni VII ereditò la contea di Oldenburg da suo padre. Nel 1575, ereditò la signoria di Jever da Maria di Jever, nonostante le obiezioni del conte Edzardo II della Frisia orientale. Nel 1577, dovette concedere le entrate provenienti da Harpstedt, Delmenhorst, Varel e da alcuni castelli minori al fratello minore Antonio II per un periodo di dieci anni. Nel 1597, il Councilio Aulico ordinò che la contea di Delmenhorst fosse divisa da Oldenburg; questa separazione durò fino al 1647.
Nel 1596, Giovanni VII tentò di arginare la Schwarze Brack, in modo da creare creare un collegamento di terra da Oldenburg a Jever. Dovette cancellare questo progetto sotto la pressione di Edzardo II. Giovanni VII si guadagnò comunque il nomignolo di "der Deichbauer" con i suoi costosi progetti di bonifica del terreno a Butjadingen e la Jadebusen.
Riorganizzo l'amministrazione e la giustizia e modernizzò l'organizzazione della Chiesa evangelica luterana di Oldenburg. Il suo sovrintendente Hamelmann unificò la confessione luterana.
Giovanni VII morì nel 1603 e fu succeduto dal figlio Antonio Gundicaro.

## Matrimonio e figli
Nel 1576 Giovanni VII sposò Elisabetta di Schwarzburg (1541-1612), figlia di Günther XL, conte di Schwarzburg. Giovanni ed Elisabetta ebbero sei figli:
- Giovanni (1578-1580)
- Anna (1579-1639)
- Elisabetta (1581-1619)
- Caterina (1582-1644), sposò nel 1633 Augusto di Sassonia-Lauenburg
- Antonio Gundicaro (1583-1667), successero come conte di Oldenburg
- Maddalena (1585-1657), erede di Jever; sposò nel 1612 Rodolfo, principe di Anhalt-Zerbst.

## Ascendenza
|                                           |                                            |                                                   | Genitori                                                               |  |  | Nonni |  |  | Bisnonni                           |  |  | Trisnonni                       |  |
|                                           |                                            |                                                   |                                                                        |  |  |       |  |  | Gerardo VI, XVI conte di Oldenburg |  |  | Dietrich, XV conte di Oldenburg |  |
|                                           |                                            |                                                   |                                                                        |  |  |       |  |  | Gerardo VI, XVI conte di Oldenburg |  |  | Dietrich, XV conte di Oldenburg |  |
|                                           |                                            | Edvige di Schauenburg                             |                                                                        |  |  |       |  |  | Gerardo VI, XVI conte di Oldenburg |  |  |                                 |  |
| Giovanni V, XVII conte di Oldenburg       |                                            |                                                   |                                                                        |  |  |       |  |  | Gerardo VI, XVI conte di Oldenburg |  |  |                                 |  |
|                                           |                                            | Adelaide di Tecklenburg                           | Ottone VII, XIV conte di Tecklenburg                                   |  |  |       |  |  |                                    |  |  |                                 |  |
|                                           |                                            | Adelaide di Tecklenburg                           | Ottone VII, XIV conte di Tecklenburg                                   |  |  |       |  |  |                                    |  |  |                                 |  |
|                                           |                                            | Adelaide di Tecklenburg                           | Ermengarda di Hoya                                                     |  |  |       |  |  |                                    |  |  |                                 |  |
| Antonio I, XIX conte di Oldenburg         |                                            | Adelaide di Tecklenburg                           |                                                                        |  |  |       |  |  |                                    |  |  |                                 |  |
|                                           |                                            | Giorgio I, I principe di Anhalt-Zerbst            | Sigismondo I, I principe di Anhalt-Dessau                              |  |  |       |  |  |                                    |  |  |                                 |  |
|                                           |                                            | Giorgio I, I principe di Anhalt-Zerbst            | Sigismondo I, I principe di Anhalt-Dessau                              |  |  |       |  |  |                                    |  |  |                                 |  |
|                                           |                                            | Giorgio I, I principe di Anhalt-Zerbst            | Giuditta di Querfurt                                                   |  |  |       |  |  |                                    |  |  |                                 |  |
| Anna di Anhalt-Zerbst                     |                                            | Giorgio I, I principe di Anhalt-Zerbst            |                                                                        |  |  |       |  |  |                                    |  |  |                                 |  |
|                                           |                                            | Anna di Lindow-Ruppin                             | Alberto III, VII conte di Lindau-Ruppin                                |  |  |       |  |  |                                    |  |  |                                 |  |
|                                           |                                            | Anna di Lindow-Ruppin                             | Alberto III, VII conte di Lindau-Ruppin                                |  |  |       |  |  |                                    |  |  |                                 |  |
|                                           |                                            | Anna di Lindow-Ruppin                             | Anna di Schlesien-Glogau-Sagan                                         |  |  |       |  |  |                                    |  |  |                                 |  |
| Giovanni VII, XX conte di Oldenburg       |                                            | Anna di Lindow-Ruppin                             |                                                                        |  |  |       |  |  |                                    |  |  |                                 |  |
|                                           | Giovanni V, VII duca di Sassonia-Lauenburg | Bernardo III, VI duca di Sassonia-Lauenburg       |                                                                        |  |  |       |  |  |                                    |  |  |                                 |  |
|                                           | Giovanni V, VII duca di Sassonia-Lauenburg | Bernardo III, VI duca di Sassonia-Lauenburg       |                                                                        |  |  |       |  |  |                                    |  |  |                                 |  |
|                                           | Giovanni V, VII duca di Sassonia-Lauenburg | Adelaide di Pomerania-Stolp                       |                                                                        |  |  |       |  |  |                                    |  |  |                                 |  |
| Magnus I, VIII duca di Sassonia-Lauenburg | Giovanni V, VII duca di Sassonia-Lauenburg |                                                   |                                                                        |  |  |       |  |  |                                    |  |  |                                 |  |
|                                           |                                            | Dorotea di Brandeburgo                            | Federico II, VIII principe elettore di Brandeburgo                     |  |  |       |  |  |                                    |  |  |                                 |  |
|                                           |                                            | Dorotea di Brandeburgo                            | Federico II, VIII principe elettore di Brandeburgo                     |  |  |       |  |  |                                    |  |  |                                 |  |
|                                           |                                            | Dorotea di Brandeburgo                            | Caterina di Sassonia                                                   |  |  |       |  |  |                                    |  |  |                                 |  |
| Sofia di Sassonia-Lauenburg               |                                            | Dorotea di Brandeburgo                            |                                                                        |  |  |       |  |  |                                    |  |  |                                 |  |
|                                           |                                            | Enrico IV, XII principe di Brunswick-Wolfenbüttel | Guglielmo IV, XI principe di Brunswick-Wolfenbüttel                    |  |  |       |  |  |                                    |  |  |                                 |  |
|                                           |                                            | Enrico IV, XII principe di Brunswick-Wolfenbüttel | Guglielmo IV, XI principe di Brunswick-Wolfenbüttel                    |  |  |       |  |  |                                    |  |  |                                 |  |
|                                           |                                            | Enrico IV, XII principe di Brunswick-Wolfenbüttel | Elisabetta di Stolberg-Weningerode                                     |  |  |       |  |  |                                    |  |  |                                 |  |
| Caterina di Brunswick-Wolfenbüttel        |                                            | Enrico IV, XII principe di Brunswick-Wolfenbüttel |                                                                        |  |  |       |  |  |                                    |  |  |                                 |  |
|                                           |                                            | Caterina di Pomerania-Wolgast                     | Eric II, VIII duca di Pomerania-Wolgast e X duca di Pomerania-Stettino |  |  |       |  |  |                                    |  |  |                                 |  |
|                                           |                                            | Caterina di Pomerania-Wolgast                     | Eric II, VIII duca di Pomerania-Wolgast e X duca di Pomerania-Stettino |  |  |       |  |  |                                    |  |  |                                 |  |
|                                           |                                            | Caterina di Pomerania-Wolgast                     | Sofia di Pomerania-Stolp                                               |  |  |       |  |  |                                    |  |  |                                 |  |
|                                           |                                            | Caterina di Pomerania-Wolgast                     |                                                                        |  |  |       |  |  |                                    |  |  |                                 |  |